# Juan Frangópulo
Juan Frangópulo o Francópulo (en griego: Ἰωάννης Φραγγόπουλος) fue un aristócrata bizantino y alto funcionario del Despotado de Morea.
Miembro de una familia noble de origen franco, fue protostrator y katholikós mesazón (ministro principal) bajo el déspota de Morea Teodoro II Paleólogo en 1428 o 1429. En este cargo, entregó las ciudades y fortalezas de Mesenia (Androusa, Kalamata, Pidima, Mani, Nesin, Spitalin, Grembenin, Aetos y Neokastron) que gobernó en nombre de Teodoro II, a Jorge Frantzés, como representante del hermano de Teodoro II, Constantino Paleólogo. En junio de 1443 fue testigo en Constantinopla del intercambio de infantazgos entre Constantino y Teodoro II: Teodoro II se hizo cargo del dominio de Constantino en Selimbria, mientras que este último se convirtió en el único señor de Morea. Al parecer, Juan regresó a Morea y de ahí en adelante sirvió a Constantino como su mesazón, como se menciona en un argirobula de Constantino Paléologo como el «generalis de mi reino» en febrero de 1444.
En algún momento fundó el monasterio de Pantanassa en la capital del Despotado de Mistrá, al que también donó un icono de la Virgen María. También se le ha atribuido una mansión en Mistrá sobre la base de un monograma Fi incrustado en una losa del edificio.